# Deutsche Fünfkampf-Meisterschaft 1964/65

Veranstaltungsort: Berlin

Die Deutsche Fünfkampf-Meisterschaft 1964/65 war eine Billard-Turnierserie und fand zum elften Mal vom 21. bis 24. Januar in Berlin statt.

## Geschichte
In einem extrem spannenden Finalmatch wurde die Meisterschaft entschieden. August Tiedtke wurde schon von den zahlreichen Zuschauern und der laufenden Fernsehübertragung als Sieger gesehen. Denn Tiedtke beendete die alles entscheidende Dreibandpartie in der 96. Aufnahme und führte mit 60:54. Aber Siegfried Spielmann hatte noch den Nachstoß. Und hier zeigte er eine starke Nervenleistung und schaffte die sechs Punkte zum Unentschieden. Damit war er zum ersten Mal nach diversen Podestplätzen deutscher Fünfkampfmeister. Platz drei sicherte sich der Münsteraner Joachim Eiter.

## Modus
Reihenfolge der Endrechnung in der Abschlusstabelle:
1. MP = Matchpunkte
2. PP = Partiepunkte
3. VGD = Verhältnismäßiger Generaldurchschnitt
4. BVED = Bester Einzel Verhältnismäßiger Durchschnitt

Bei der Berechnung des VGD wurden die erzielten Punkte in folgender Weise berechnet:
Freie Partie: Distanz 500 Punkte (erzielte Punkte mal 1)
Cadre 45/2: Distanz 400 Punkte (erzielte Punkte mal 2)
Einband: Distanz 200 Punkte (erzielte Punkte mal 10)
Cadre 71/2: Distanz 300 (Punkte erzielte Punkte mal 3)
Dreiband: Distanz 60 Punkte (erzielte Punkte mal 40)
Alle Aufnahmen wurden mal 1 gewertet.
Der Fünfkampf wurde auch in dieser Spielfolge gespielt.
In der Endtabelle wurden die erzielten Matchpunkte vor den Partiepunkten und dem VGD gewertet.

## Abschlusstabelle
| Legende | Legende                                       |
| --- | --------------------------------------------- |
| Abk. | Bedeutung                                     |
| Pkt. | erzielte Punkte                               |
| Aufn. | benötigte Aufnahmen                           |
| ED | Einzeldurchschnitt                            |
| GD | Generaldurchschnitt                           |
| VGD | Verhältnismässiger Generaldurchschnitt        |
| BMD | Bester Mannschaftsdurchschnitt                |
| BED | Bester Einzeldurchschnitt                     |
| BSD | Bester Satzdurchschnitt                       |
| BEVD | Bester Einzel Verhältnismässiger Durchschnitt |
| HS | Höchstserie                                   |
| MP | Match Points                                  |
| PP | Partie Punkte                                 |
| G-U-V | Gewonnen-Unentschieden-Verloren               |
| SV | Satzverhältnis                                |
| WRP | Weltranglistenpunkte                          |
| | 1. Platz (Gold)                               |
| | 2. Platz (Silber)                             |
| | 3. Platz (Bronze)                             |
| | Bester GD des Turniers/Runde                  |
| | Bester VGD des Turniers/Runde                 |
| | Bester ED des Turniers/Runde                  |
| | Bester BVGD des Turniers/Runde                |
| | Beste HS des Turniers/Runde                   |
| (Evtl. finden nicht alle Begriffe Anwendung oder einige sind nicht aufgeführt. Diese können in der Liste der Karambolage-Begriffe nachgesehen werden.) |                                               |

| Endklassement | Endklassement                    | Endklassement | Endklassement | Endklassement | Endklassement | Endklassement |
| Platz         | Name                             | MP            | PP            | VGD           | BVED          |               |
| ------------- | -------------------------------- | ------------- | ------------- | ------------- | ------------- | ------------- |
| 1             | Siegfried Spielmann (Düsseldorf) | 5:1           | 23:7          | 37,55         | 53,22         |               |
| 2             | August Tiedtke (Saarbrücken)     | 5:1           | 21:9          | 32,88         | 35,66         |               |
| 3             | Joachim Eiter (Münster)          | 2:4           | 14:16         | 29,71         | 32,67         |               |
| 4             | Hans Ritschel (München)          | 0:6           | 2:28          | 26,34         | -             |               |

## Disziplintabellen
| Platz | Name                | MP  | Pkte. | Aufn. | GD    | BED   | HS  |
| ----- | ------------------- | --- | ----- | ----- | ----- | ----- | --- |
| 1     | Siegfried Spielmann | 6:0 | 1500  | 25    | 60,00 | 71,42 | 385 |
| 2     | Joachim Eiter       | 4:2 | 1052  | 45    | 23,37 | 31,25 | 153 |
| 3     | August Tiedtke      | 2:4 | 1025  | 47    | 21,80 | 33,33 | 231 |
| 4     | Hans Ritschel       | 0:6 | 727   | 39    | 18,64 | -     | 125 |

| Platz | Name                | MP  | Pkte. | Aufn. | GD    | BED   | HS  |
| ----- | ------------------- | --- | ----- | ----- | ----- | ----- | --- |
| 1     | August Tiedtke      | 6:0 | 1200  | 82    | 14,63 | 16,00 | 65  |
| 2     | Siegfried Spielmann | 4:2 | 1038  | 57    | 18,21 | 33,33 | 112 |
| 3     | Joachim Eiter       | 3:3 | 1116  | 58    | 19,24 | 21,05 | 135 |
| 4     | Hans Ritschel       | 1:5 | 850   | 75    | 11,33 | 18,18 | 95  |

| Platz | Name                | MP  | Pkte. | Aufn. | GD   | BED  | HS |
| ----- | ------------------- | --- | ----- | ----- | ---- | ---- | -- |
| 1     | Siegfried Spielmann | 4:2 | 596   | 118   | 5,05 | 6,66 | 49 |
| 2     | August Tiedtke      | 4:2 | 546   | 117   | 4,66 | 5,26 | 32 |
| 3     | Joachim Eiter       | 4:2 | 546   | 145   | 3,76 | 3,77 | 33 |
| 4     | Hans Ritschel       | 0:6 | 477   | 136   | 3,50 | -    | 20 |

| Platz | Name                | MP  | Pkte. | Aufn. | GD    | BED   | HS |
| ----- | ------------------- | --- | ----- | ----- | ----- | ----- | -- |
| 1     | Siegfried Spielmann | 4:2 | 856   | 66    | 12,96 | 16,66 | 61 |
| 2     | August Tiedtke      | 4:2 | 853   | 88    | 9,69  | 11,11 | 59 |
| 3     | Joachim Eiter       | 2:4 | 724   | 73    | 9,91  | 12,00 | 48 |
| 4     | Hans Ritschel       | 2:4 | 650   | 77    | 8,44  | 9,67  | 86 |

| Platz | Name                | MP  | Pkte. | Aufn. | GD    | BED   | HS |
| ----- | ------------------- | --- | ----- | ----- | ----- | ----- | -- |
| 1     | August Tiedtke      | 5:1 | 180   | 233   | 0,772 | 0,909 | 7  |
| 2     | Siegfried Spielmann | 5:1 | 180   | 248   | 0,725 | 0,923 | 6  |
| 3     | Joachim Eiter       | 2:4 | 140   | 218   | 0,642 | 0,689 | 5  |
| 4     | Hans Ritschel       | 0:6 | 158   | 245   | 0,644 | -     | 5  |